# Garage punk
El garage punk es un género musical que fusiona el garage rock con el punk. El término se emplea en la crítica musical para aquellos grupos o artistas que tocan música de forma rápida, utilizan un sonido lo-fi, guitarras chirriantes y afiladas y que, habitualmente, graban para sellos pequeños e independientes o se autoeditan. La temática en las letras suele versar sobre humor escatológico, sexo, drogas, fiesta y rock and roll, además de un poso antisocial desde el punto de vista de la liberación de imposiciones sociales.
El garage punk como tal surgió en Estados Unidos a comienzos de la década de 1980, pero sus raíces se remontan a los orígenes del movimiento punk (finales de los 70 y principios de los 80), así como a las bandas de garage rock estadounidenses de finales de los 60 que intentando imitar el sonido de las bandas británicas de rhythm and blues, crearon un sonido más rudo y crudo que el de aquellas. Como aquellos, muchos músicos de garage punk son jóvenes y adolescentes blancos, de clase obrera y suburbanos.
Entre las bandas más notables del género se encuentran The Hives, Yeah Yeah Yeahs, Thee Milkshakes, Guitar Wolf, Mod Fun, The Gories, The Mummies, Crush 'Em Boys!, Oblivians y The Dirtbombs.
Las colecciones de Back From the Grave, Garage Punk Unknowns y Pebbles representan una de las más grandes influencias del género, ya que ahí se encuentran las canciones más crudas y salvajes del garage rock de la década de 1960, con grupos virtualmente desconocidos y que su único legado han sido varios sencillos de 45 rpm.